# Wolfgang Fiedler (Politiker)
Wolfgang Fiedler (* 20. November 1951 in Jena) ist ein deutscher Politiker (CDU). Er war 1990 Mitglied der Volkskammer und von 1990 bis 2019 Mitglied des Thüringer Landtags.

## Ausbildung und Beruf
Nach dem Besuch der polytechnischen Oberschule (1958–1968) in Stadtroda absolvierte Fiedler von 1968 bis 1970 eine Ausbildung zum Vorfertigungsmechaniker im VEB Carl Zeiss in Jena. Von 1980 bis 1982 nahm er am Meisterstudium teil und schloss dieses als  Meister für Feinwerktechnik ab. Anschließend arbeitete Fiedler bis 1990 als Meister und Abteilungsleiter beim VEB Carl Zeiss in Jena.

## Persönliches
Wolfgang Fiedler ist evangelischen Glaubens, verheiratet, hat zwei erwachsene Kinder und ist in Tröbnitz zuhause. Er engagiert sich ehrenamtlich in verschiedenen Vereinen. Als ehrenamtlicher Vorsitzender des Kuratoriums bei der Stiftung Leuchtenburg war und ist er maßgeblich bei der Weiterentwicklung der Burganlage mit dem Projekt der Porzellanwelten beteiligt.

## Politik
1985 trat Wolfgang Fiedler in die Blockpartei CDU der DDR ein. Bei der Volkskammerwahl 1990 wurde er im Wahlkreis 06 (Gera) als Mitglied der Volkskammer gewählt. Seit der ersten Landtagswahl 1990 war Fiedler Mitglied des Landtages und darüber hinaus ehrenamtlicher Bürgermeister der Gemeinde Tröbnitz. 1991 wurde er durch den Bundestag als Beobachter aus dem früheren Gebiet der Deutschen Demokratischen Republik ins Europäische Parlament entsandt. Im Thüringer Landtag war er Mitglied des  Innenausschusses und innenpolitischer Sprecher der CDU-Fraktion. In der parlamentarischen Kontrollkommission war er ebenfalls Mitglied. Fiedler ist außerdem stellvertretender Kreisvorsitzender der CDU im Kreistag des Saale-Holzland-Kreises.
Im September 1996 sorgte eine Prügelei in einem Erfurter Bordell, bei der Fiedler verletzt wurde, in Thüringen für einen innenpolitischen Skandal. Fiedler musste danach von fünf Ämtern zurücktreten.
Im Vorfeld der Landtagswahl in Thüringen 2014 wandte sich Fiedler gegen die Linie der CDU-Parteiführung im Land, nach der Wahl mit der Alternative für Deutschland keinesfalls Gespräche über eine mögliche Regierungsbildung zu führen. Bei der Landtagswahl 2019 trat er nicht mehr an. Infolge der Wahl des FDP-Politikers Thomas Kemmerich zum Ministerpräsidenten mit Stimmen der CDU und AfD und der dadurch ausgelösten Regierungskrise in Thüringen sprach sich Fiedler für vorgezogene Neuwahlen aus.
Für sein Engagement im Landesfeuerwehrverband und im kulturell-sozialen Bereich, insbesondere für die gemeinnützige Stiftung Leuchtenburg, wurde er am 15. März 2022 mit dem Bundesverdienstkreuz am Bande ausgezeichnet.